# Gryllus maunus
Gryllus maunus är en insektsart som beskrevs av Otte, D., Toms och Cade 1988. Gryllus maunus ingår i släktet Gryllus och familjen syrsor. Inga underarter finns listade i Catalogue of Life.